# Zeulenroda-Triebes
Zeulenroda-Triebes je město v německém Durynsku na řece Weida. Vzniklo 1. února 2006 spojením obcí Zeulenroda a Triebes.

## Geografie
Sousední obce: Vogtländisches Oberland, Langenwetzendorf, Auma-Weidatal, Hohenleuben, Langenwolschendorf a Weißendorf.

## Památky
- evangelický kostel Nejsvětější Trojice

## Vzdělávání
Kromě základních škol je ve městě i gymnázium Friedricha Schillera a hudební škola.

## Doprava
Obec leží na silnici B94 a železniční trati Werdau–Mehltheuer.

## Osobnosti města
- Johann Christian Gottlieb Ackermann (1756–1801), lékař a chemik
- Friedrich August von Gebler (1781-1850), přírodovědec
- Ehregott Grünler (1797–1881), malíř
- Heinrich Seeling (1852–1932), architekt
- Adolf Scheibe (1895–1958), fyzik

## Partnerská města
- Giengen an der Brenz, Bádensko-Württembersko, Německo
- Kostelec nad Orlicí, Česko
- Neunkirchen am Sand, Bavorsko, Německo
- Nýřany, Česko
- Sainte-Florine, Francie
- Wies, Rakousko